# Kleinzahn-Erntemaus
Die Kleinzahn-Erntemaus (Reithrodontomys microdon) ist ein in Mexiko und Guatemala verbreitetes Nagetier in der Gattung der Erntemäuse. Sie ist eng mit der Schmalnasen-Erntemaus (Reithrodontomys tenuirostris) verwandt.

## Merkmale
Als mittelgroße Erntemaus erreicht die Art eine Gesamtlänge von 169 bis 187 mm, einschließlich eines 101 bis 117 mm langen Schwanzes und ein Gewicht von etwa 20 g. Die Hinterfüße sind 19 bis 21 mm lang und die Länge der Ohren beträgt 16 bis 19 mm. Typisch ist ein dickes Fell mit zimtfarbenen Haaren, die oft eine orange Tönung aufweisen. Unterseits ist das Fell heller mit zimtfarbenen, rosa oder weißen Schattierungen. Auffällige Kontraste bilden die dunklen Augenringe und der schwarze Schwanz. Auf den schwarzen Füßen kommen helle Flecken vor. Die 16 Zähne verteilen sich nach der Zahnformel I 1/1, C 0/0, P 0/0, M 3/3.

## Verbreitung und Lebensweise
Die verstreuten Populationen reichen über die Bundesstaaten Oaxaca, Michoacán, México Distrito Federal und Chiapas in Mexiko sowie Guatemala. Die Kleinzahn-Erntemaus lebt in Gebirgen und Hochebenen zwischen 2200 und 3100 Meter Höhe. Sie hält sich in ursprünglichen Wäldern auf, die auf dem Grund viele Moose, Farne und umgestürzte Bäume aufweisen. Typische Bäume sind Kiefern, Tannen und Eichen. Manchmal werden Busch-Gras-Flächen oberhalb der Baumgrenze besucht.
Dieses Nagetier bewegt sich auf dem Boden und im flachen Bewuchs. Die Nahrung besteht aus Pflanzensamen, Grasblättern und anderen Pflanzenteilen.

## Gefährdung
Waldrodungen stellen die größte Bedrohung dar. Trotz Abnahme der Population gilt die Art weiterhin als häufig. Die IUCN listet die Kleinzahn-Erntemaus als nicht gefährdet (least concern).